# 沃克山脈
72°13′S 99°2′W / 72.217°S 99.033°W
沃克山脈（英語：Walker Mountains）是南極洲的山脈，位於埃爾斯沃思地的瑟斯頓島，由美國的探險家發現，以該國探險隊的上尉命名，現時由南極條約體系管理。